# Lîmanî, Berezanka
Lîmanî (în ucraineană Лимани) este localitatea de reședință a comunei Lîmanî din raionul Berezanka, regiunea Mîkolaiiv, Ucraina.

## Demografie
Componența lingvistică a localității Lîmanî
     Ucraineană (92,47%)
     Rusă (6,34%)
     Alte limbi (0,92%)
Conform recensământului din 2001, majoritatea populației localității Lîmanî era vorbitoare de ucraineană (92,47%), existând în minoritate și vorbitori de rusă (6,34%).